# Villanueva de Argaño
Villanueva de Argaño község Spanyolországban, Burgos tartományban. Villanueva de Argaño Isar községgel határos. Lakosainak száma 122 fő (2024).

## Népesség
A település népessége az utóbbi években az alábbiak szerint változott:
| Lakosok száma | 122  | 126  | 132  | 117  | 110  | 106  | 104  | 119  | 114  | 122  |
|               | 2001 | 2004 | 2006 | 2009 | 2011 | 2014 | 2016 | 2019 | 2021 | 2024 |